# Język mossi
Język mossi (także mòoré, mooré, moré, moshi, mossi, moore lub more) – język z wielkiej rodziny nigero-kongijskiej, klasyfikowany w obrębie języków woltyjskich, używany głównie w Burkina Faso przez lud Mossi.